# 綠頭輝椋鳥
綠頭輝椋鳥（Aplonis fusca）是諾福克島的椋鳥。
約翰·古爾德（John Gould）於1836年將在諾福克島及豪勳爵島的椋鳥描述及命名為Aplonis fuscus。後來於1928年，澳洲鳥類學家Gregory Macalister Mathews發現豪勳爵島的椋鳥較為褐色及灰色，故他稱牠們為豪勳爵椋鳥（Aplonis fusca hulliana），而在諾福克島的則稱為綠頭輝椋鳥（Aplonis fusca fusca）。這兩種椋鳥均已滅絕。
綠頭輝椋鳥長約20厘米，翼長9.8-10.3厘米，尾巴長6.3-6.8厘米，嘴峰長1.3厘米，腳長2.5厘米。牠們一般都呈灰褐色。雄鳥的頭部至喉嚨都呈光澤金屬綠色。背部、臀部、上尾羽、腋下及下身都呈灰色，但下尾羽則呈白色。喙呈黑色，眼睛呈橙紅色。雌鳥顏色相近，但綠色部份較沉色，灰色的頸部兩側有淡褐色的羽毛。下胸呈赭色，腹部及下尾羽呈黃白色。
綠頭輝椋鳥滅絕的原因不明。入侵的歐洲鳥類與牠們爭奪食物，過份的獵殺及失去棲息地亦是原因之一。牠們於1923年滅絕。

## 外部連結
- BirdLife Species Factsheet （页面存档备份，存于）
- 綠頭輝椋鳥的立體圖

1. ↑  BirdLife International. . The IUCN Red List of Threatened Species. 2012  [26 November 2013].